# William Clark Haines

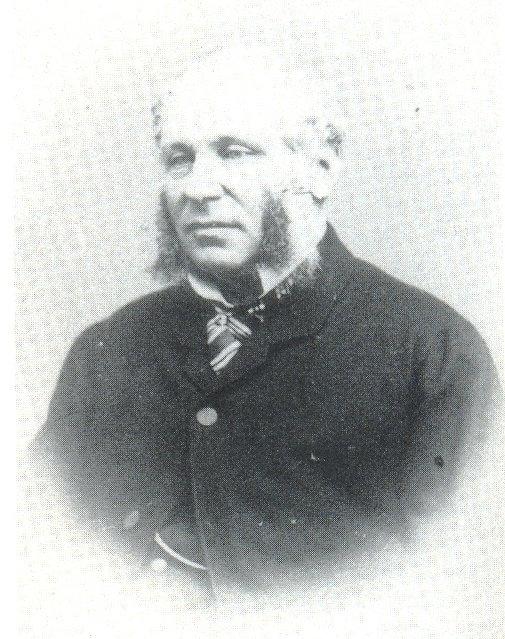
William Clark Haines

William Clark Haines (* 24. August 1810 in Hampstead, London; † 3. Februar 1866 in South Yarra, Melbourne, Victoria) war ein australischer Politiker, der unter anderem zwei Mal (1855 bis 1857, 1857 bis 1858) Premierminister von Victoria war.

## Leben
William Clark Haines wurde nach der Trennung von New South Wales (1. Juli 1851) am 11. November 1851 als Kandidat ohne Amt (Non-office-bearing nominee) erstmals Mitglied des Victorian Legislative Council, des Oberhauses des Parlaments der britischen Kolonie Victoria, und gehörte diesem bis zu seinem Rücktritt am 1. Januar 1852 an. Danach wurde er am 30. August 1853 für den Wahlkreis „Grant“ erneut Mitglied des Legislativrates, dem er bis zu seinem Rücktritt am 1. Dezember 1854 angehörte. Unmittelbar darauf wurde er als Kandidat mit Amt (Office-bearing nominee) wieder Mitglied des Legislative Council und gehörte diesem nunmehr bis zum 29. März 1856 an. Während dieser Zeit wurde er am 12. Dezember 1854 Kolonialsekretär (Colonial Secretary) und bekleidete dieses Amt bis zum 30. November 1855.
Am 28. November 1855 wurde Haines erster Premier von Victoria (Premier) und übernahm in seinem Kabinett bis zum 11. März 1857 zugleich den Posten des Chefsekretärs (Chief Secretary). Er wurde am 1. November 1856 Mitglied der Victorian Legislative Assembly, des Unterhauses des Parlaments, und vertrat in dieser bis zum 1. Januar 1858 den Wahlkreis „South Grant“. Am 11. März 1857 wurde er von John O’Shanassy abgelöst, der jedoch nur bis zum 29. April 1857 im Amt blieb. Daraufhin wurde er am 29. April 1857 zum zweiten Mal Premier und war zugleich bis zum 10. März 1858 auch wieder Chief Secretary, woraufhin John O’Shanassy ebenfalls zum zweiten Mal Premier wurde.
William Clark Haines wurde bei einer Nachwahl (By-election) im Wahlkreis „Portland“ am 1. November 1860 abermals Mitglied der Legislativversammlung und gehörte dieser bis zum 1. August 1864 an. Während dieser Zeit war er zwischen dem 14. November 1861 und dem 27. Juni 1863 Finanzminister (Treasurer) in der dritten Regierung von Premier O’Shanassy. Zuletzt wurde er bei einer Nachwahl im Wahlkreis „Eastern“ wieder zum Mitglied des Legislativrates, dem er von 1. August 1865 bis zum 1. Februar 1866 angehörte.

## Hintergrundliteratur
- W. Kelly: Life in Victoria, Band 1, London 1859
- H. G. Turner: A History of the Colony of Victoria, Band 2, London 1904
- Don Garden: Victoria: A History, Thomas Nelson, Melbourne 1984
- Kathleen Thompson, Geoffrey Serle: A Biographical Register of the Victorian Parliament, 1856–1900, Australian National University Press, Canberra, 1972
- Raymond Wright: A People's Counsel. A History of the Parliament of Victoria, 1856–1990, Oxford University Press, Melbourne, 1992